# Catharina Julia Roeters van Lennep

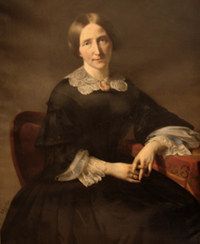
Catharina Julia Roeters van Lennep

Catharina Julia Roeters van Lennep (* 26. Oktober 1813 in Memel; † 2. Dezember 1883 in Amsterdam) war eine niederländische Malerin und Zeichnerin.

## Leben
Catharina Julia Roeters van Lennep wurde laut Immerzeel und späteren Nachschlagewerken am 26. Oktober 1813 in Almelo geboren, ihr Vater war Jacob Roeters van Lennep(1783–1861) und sie heiratete am 5. Oktober 1836 den Rechtsanwalt und Unterbezirksrichter Jeronimo de Vries. Aus dieser Ehe gingen drei Söhne und vier Töchter hervor. Nach Angaben der niederländischen Patriziat wurde sie in Memel (Ostpreußen) geboren und ihr Vater war laut derselben Quelle Kaufmann und Konsul in Königsberg. Ihre Mutter war Johanna Hermina Coster (1790–1828).
Catharina Julia Roeters van Lennep war eine talentierte Malerin, zudem sehr belesen und kannte sich gut in der französischen Literatur aus. Ausgebildet wurde sie an der Koninklijke Akademie van Beeldende Kunsten in Amsterdam, dessen Ehrenmitglied sie 1838 wurde. Ihre Arbeiten wurden hier regelmäßig ausgestellt. Sie war eine Schülerin von Anton Weiss.
Ein Blumen- und Früchtearrangement wurde 1842 von Felix Meritis mit der silbernen Ehrenmedaille ausgezeichnet. Ihre Stillleben mit Blumen, Früchten und totem Wild sollen zwischen 1836 und 1843 in Amsterdam ausgestellt worden sein. Vermutlich in der Halle der Royal Academy. In der Dokumentation des Rijksbureau voor Kunsthistorische Documentatie wird lediglich eine 1978 versteigerte Tafel erwähnt: ein Stillleben mit einem aufgehängten toten Rebhuhn und Orangen auf einem Marmorsockel, im Hintergrund eine Landschaft. Ihr Werk ist in keiner öffentlichen Sammlung enthalten. Viele ihrer Werke befinden sich im Besitz ihrer Nachkommen und Verwandten. Ihr Nachlass belief sich auf 525.050 Gulden. Sie malte viel in den Jahren, in denen sie sich nicht um ihre kleinen Kinder kümmern musste. Das erste wurde 1844 geboren. Auch war sie im Bereich der Wohltätigkeit aktiv. Am Ende ihres Lebens war sie fast vollständig blind.
Catharina Julia Roeters van Lennep starb am 2. Dezember 1883 in Amsterdam.